# Pubblica Assistenza Società Riunite Pisa

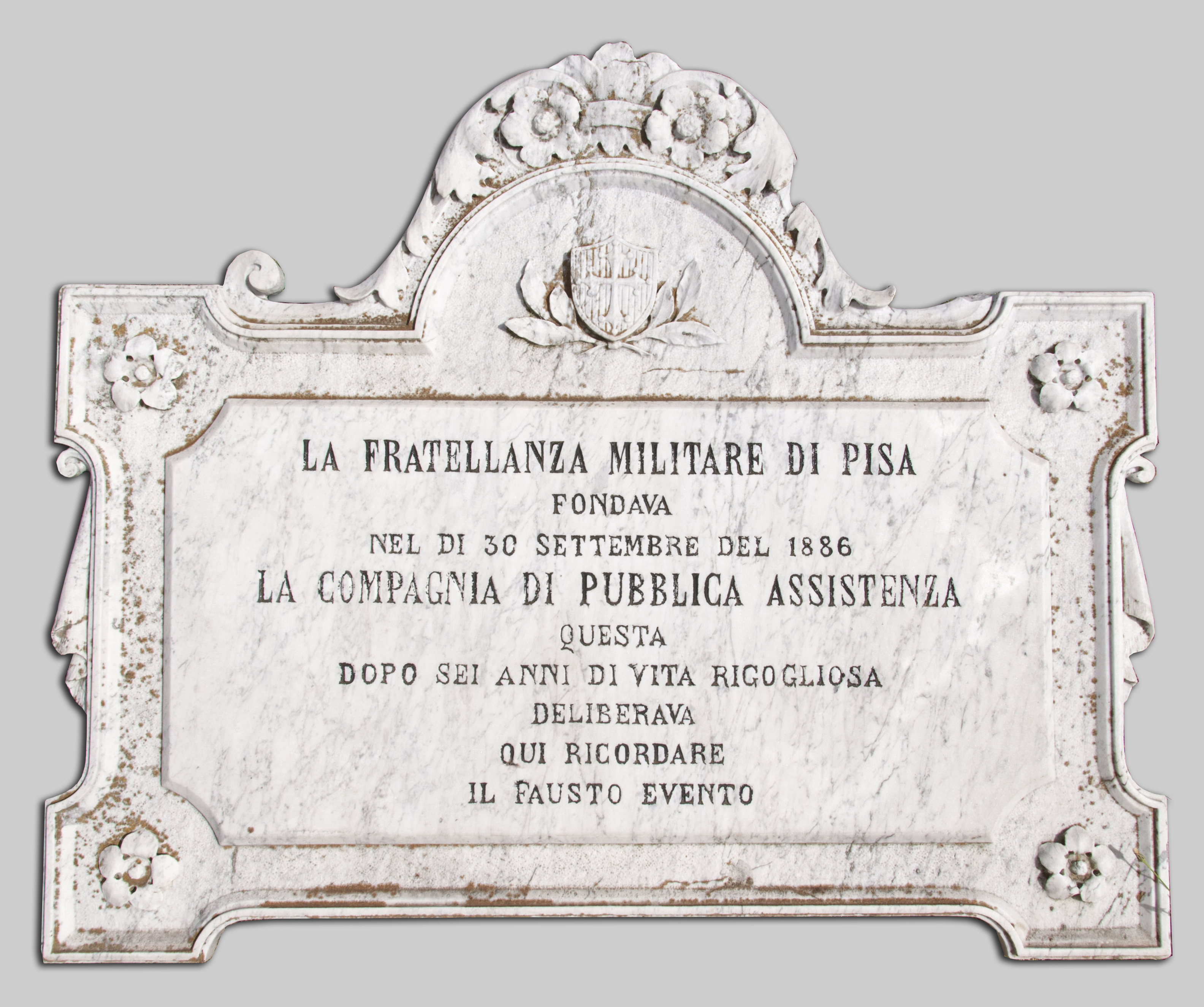
Lapide commemorativa della fondazione dell'Associazione.

La Pubblica Assistenza Società Riunite di Pisa è una associazione di volontariato che opera nella omonima città toscana.

## Storia

### Origini[1]
La Pubblica Assistenza Società Riunite di Pisa nasce il 30 settembre 1886. A seguito di un'epidemia di colera del 1884 in cui la Fratellanza Militare di Pisa, una mutuo soccorso tra i soci che dovevano aver militato o militare nell'esercito, aveva prestato soccorso ai cittadini colpiti, si iniziò a sentire l'esigenza di istituire un soggetto che agisse in caso di pubbliche calamità. Fu quindi fondata una Compagnia di Pubblica Assistenza che impiegò circa sei anni a diventare indipendente dalla Fratellanza Militare.
Nel 1887 furono rilevate le attività e le attrezzature della Società di Soccorso degli Asfittici, nata nel 1878 ma che era di fatto chiusa, Questa società si occupava di salvamento in acque marine e fluviali, non rare anche nel fiume Arno. Con questa operazione la neonata Pubblica Assistenza aveva risorse a sufficienza per iniziare e rivendicare indipendenza dalla Fratellanza Militare.
Nel 1889 le attività dell'Associazione iniziarono a essere rilevanti al punto di far sì che il prefetto convocasse una riunione con la Misericordia di Pisa per accordarsi sulla suddivisione dei compiti.
Il 21 gennaio 1891 la Pubblica Assistenza raggiunse la totale autonomia dalla Fratellanza Militare portando a sé anche uomini e risorse della Società Pisana per la Cremazione dei Cadaveri.
Nel 1894, per opera di alcuni fuoriusciti dalla Misericordia di Pisa, nasceva sempre a Pisa la Croce Bianca, con lo scopo di assistere gli infermi nelle loro abitazioni, raccogliere e trasferire feriti e malati presso gli ospedali, dare dei sussidi in caso di malattia ai soci bisognosi, rendere gli onori funebri ed effettuare il trasporto dei cadaveri. In pochi anni le attività di questa associazione comuniciarono a essere vive e fiorenti al punto che nel 1897 furono svolti più di 7000 servizi e l'associazione aveva un ambulatorio aperto anche di notte. Abbiamo notizie anche della partecipazione di volontari della Croce Bianca anche al terremoto di Messina nel 1908 e nei comuni vesuviani. 

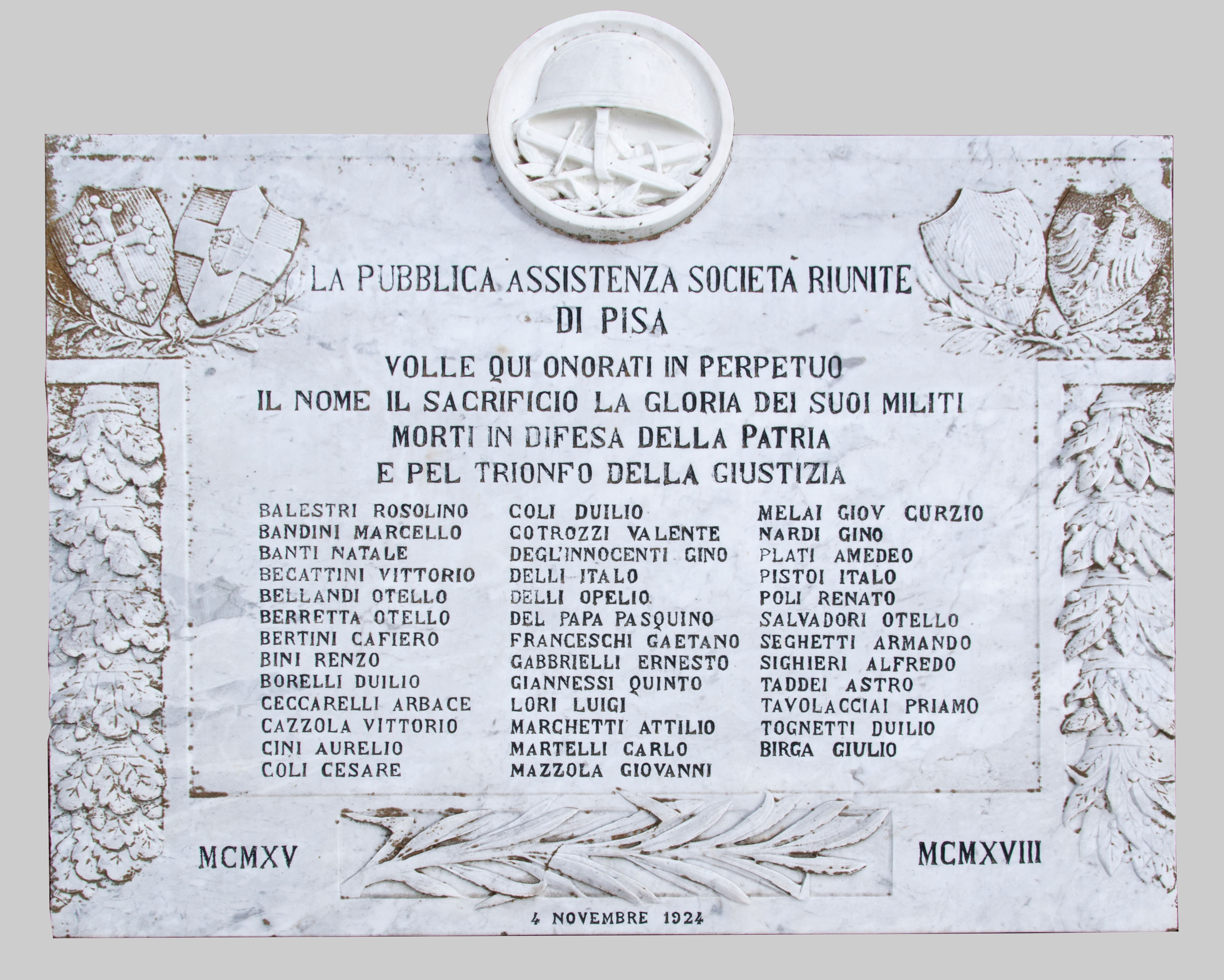
Lapide ai Caduti della Prima Guerra Mondiale della Pubblica Assistenza di Pisa

Nel 1908 venne discusso e approvato un nuovo Statuto che dava possibilità alla Pubblica Assistenza di aprire succursali sul territorio. Furono normate le figure sociali, regolamentata la presenza di personale dipendente e furono introdotte le figure dei Capisquadra e oltre ai due medici che prestavano servizio fu affiancato anche un odontoiatra. Fu anche normata la funzione di Onoranze Funebri, con grande riaslto alle cerimonie laiche alle quali tutti i soci erano invitati a partecipare, con segni di lutto e rispetto codificati, mentre erano più sobrie le partecipazioni ai riti religiosi.
Nel 1909 la Compagnia di Pubblica Assistenza e la Croce Bianca decisero di fondersi creando la "Pubblica Assistenza Società Riunite". Questa scelta portò a far sì che la nascente realtà cominciasse ad avere un ruolo egemone nel panorama dell'associazionismo mutualistico e sanitario pisano.
Nel 1914 inizia la Prima Guerra Mondiale. Le Pubbliche Assistenze parteciparono in prima linea al conflitto dando un forte aiuto per il soccorso dei feriti e dei rifugiati assieme alla Croce Rossa. Nella nostra Associazione sono 38 i caduti per cause legate alla guerra. Non è chiaro se morirono negli scontri o per le epidemie, ma i loro nomi sono riportati su una lapide esposta nell'attuale sede. Nel 1933, il regime fascista sciolse la Pubblica Assistenza di Pisa, facendo passare tutti i possedimenti alla Croce Rossa mentre i volontari smisero le loro attività. 

### Rinascita[3]
Nel 1945 l'Associazione riprese corpo, creando nuovamente un consiglio e grazie alla donazione di una Lancia su cui realizzare un'ambulanza e di un fuoristrada americano Dodge ripresero le attività.
Uno dei problemi da risolvere fu la mancanza di una sede sociale, che fu riaperta in dei locali usati dai fascisti, in via San Martino 1 a Pisa. L'originaria sede dell'Associazione, nell'attuale Piazza Chiara Gambacorti (o Piazza alla Pera) era stata infatti demolita. Non meno importante fu la mancanza di attrezzature, per le quali furono cercati finanziamenti sia da privati che dalle grandi fabbriche che rinascevano nel dopoguerra.
Riprese anche il presidio del territorio, aprendo sedi distaccate nei quartieri di San Marco e Barbaricina ma anche nei comuni vicini. A Vecchiano, nella frazione di Migliarino la sede aprì nel 1947, nel comune di San Giuliano Terme riaprirono le sedi sia nel capoluogo, sia nella frazione di Asciano.
L'associazione piano piano riprese tutte le attività, sia di soccorso sia per le onoranze funebri e non mancarono casi in cui fu prestato soccorso per calamità come nel 1950 a Pisa, in zona Piagge, sia i primi aiuti portati fuori regione per l'Alluvione del Polesine nel 1951.

### L'epoca attuale

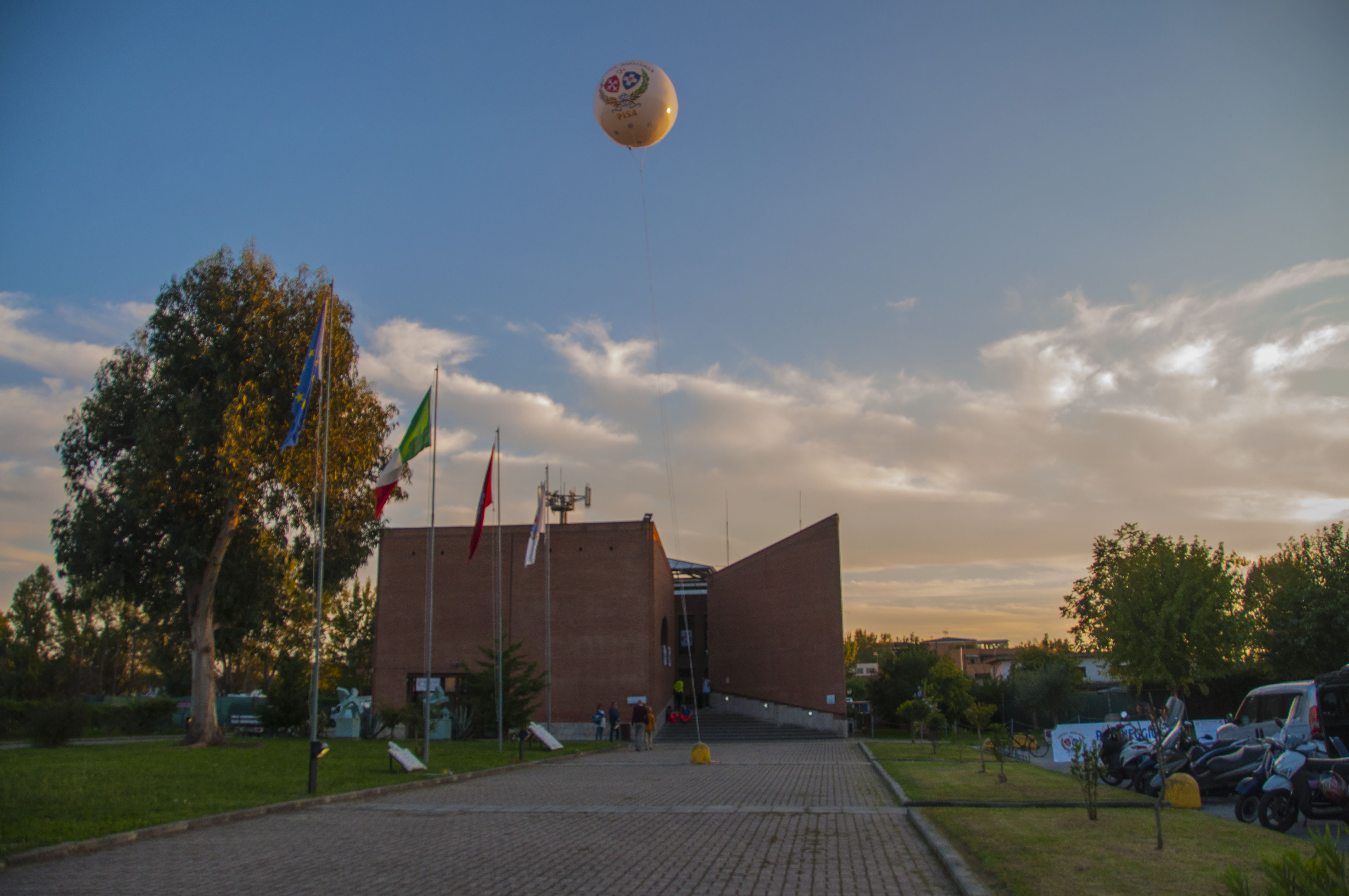
La sede della Pubblica Assistenza Società Riunite Pisa in via Italo Bargagna

Nel 1947 apre la Sezione di Migliarino Pisano
Nel 1992 fu realizzata la nuova sede della Pubblica Assistenza, in Via Italo Bargagna. Fu quindi spostata la sede dal centro città, in via San Martino, a favore di una sede di nuova costruzione e con più spazio per le crescenti attività associative.
Nel 2004 aprì la Sezione di Campo seguita nel 2005 da quella denominata del Lungarno, comprendente le frazioni di Mezzana, Colignola e Ghezzano.
Nel 2016 è stata creata una convenzione per l'apertura di un nuovo centro ambulatoriale e di servizi nella frazione di Migliarino Pisano. L'apertura è prevista per i primi mesi del 2017.

## Sedi
L'Associazione ha la sua sede legale a Pisa, in Via Bargagna 2, vicino all'Ospedale di Cisanello ed è composta anche da alcune Sezioni, distribuite sui territori del comuni di Pisa, San Giuliano Terme e Vecchiano.
Sezioni:
- Arena Metato - Madonna dell'Acqua
- Asciano - Agnano
- Gello
- Lungarno (Mezzana, Colignola, Ghezzano, Campo)
- Migliarino
- Pontasserchio
- Riglione
- San Giuliano Terme

## Attività
La Pubblica Assistenza Società Riunite Pisa si occupa di numerose attività sul territorio:
- Emergenza 118
Sin da prima dell'avvento del numero unico 118, la PA Pisa, come le altre Pubbliche Assistenze, garantiva la presenza di ambulanze di soccorso pubblico 24 ore su 24, le SPAMU e le SPACER, a disposizione della popolazione pisana che poteva chiamare direttamente l'Associazione per attivare il servizio. Con l'introduzione del 118 in Toscana, il sistema si è organizzato in maniera più organica, in convenzione con il Sistema Sanitario Regionale.
- Trasporti sanitari ordinari e sociali
In convenzione con il sistema sanitario regionale e gli altri enti preposti, l'Associazione fornisce un servizio di trasporto per disabili verso le scuole e verso i centri diurni della zona.
- Protezione Civile
Sino dalla fondazione l'Associazione è impegnata in attività di soccorso in caso di calamità. Le prime notizie risalgono all'intervento dei volontari per il terremoto di Messina del 1908.
- Antincendio Boschivo
Il servizio di Antincendio Boschivo viene svolto, in convenzione con la Regione Toscana, nei comuni di Pisa e Vecchiano. L'impegno dei volontari è fondamentale per la salvaguardia dell'ambiente del territorio pisano, fornendo un rapido intervento in caso di incendi, dolosi o accidentali, grazie a squadre sempre presenti sul territorio nel periodo di alta pericolosità.
- Donazione del Sangue
L'Associazione ha un proprio gruppo di donatori aderenti ad ANPAS Toscana per la donazione del sangue nel centro trasfusionale di Cisanello.
- Assistenza ad anziani e disabili
La Pubblica Assistenza Società Riunite, attraverso i suoi volontari, fornisce assistenza a anziani e disabili, spesso soli, segnalati dai servizi sociali
- Animazione e attività ricreative
Un gruppo di volontari svolge attività di animazione specifica nei reparti pediatrici e nelle case di riposo. Organizza anche laboratori ed eventi aperti a tutti i bambini.
- Servizi Alimentari
L'Associazione collabora con la Fondazione Banco Alimentare per le raccolte e le forniture e distribuisce, su segnalazione dei servizi sociali, centinaia di pacchi alimentari alle famiglie indigenti della zona pisana.
- Onoranze Funebri
L'Associazione, partendo dalla creazione della Croce Bianca di Pisa nel 1894, si impegnò da subito nel fornire gli onori funebri e nel trasporto dei cadaveri. Il settore è rimasto attivo assieme all'Associazione fino ai giorni nostri.

## Soci
L'Associazione conta una forte radicazione sul territorio e un forte riconoscimento da parte dei suoi iscritti che superano le 13.000 unità nei Comuni di Pisa, San Giuliano Terme e Vecchiano e in alcuni comuni limitrofi.

## Interventi di Protezione Civile
Negli anni l'Associazione, con i suoi Volontari, ha preso parte a numerose emergenze di Protezione Civile, tra cui:
1. Terremoto di Messina - 1908[1]
2. Alluvione del Polesine – Novembre 1951[3]
3. Alluvione dell’Arno – Novembre 1966
4. Terremoto dell’Irpinia – Novembre 1980
5. Disastro di Černobyl’ – Aprile 1986
6. Rivoluzione Romena – Dicembre 1989
7. Sbarco di profughi a Brindisi –  Marzo 1991
8. Disastro del Moby Prince – Aprile 1991
9. Alluvione in Versilia - 19 giugno 1996
10. Terremoto Umbria e Marche – 1997
11. Missione Arcobaleno, Kosovo – 1999
12. Tsunami Sri Lanka – 2004
13. Piena del Tevere – Dicembre 2008
14. Nubifragio a Livorno – Febbraio 2009
15. Terremoto in Abruzzo – 2009
16. Strage di Viareggio – Giugno 2009
17. Alluvione del Serchio a Vecchiano – Dicembre 2009
18. Alluvione di Massa – Ottobre 2010
19. Emergenza Umanitara Accoglienza Migranti Nord Africa – 2011
20. Alluvione in Lunigiana – Ottobre 2011
21. Alluvione all’Isola d’Elba – Novembre 2011
22. Alluvione in Sicilia a Saponara – Dicembre 2011
23. Emergenza Neve in Toscana  – Febbraio 2012
24. Terremoto dell’Emilia – 2012
25. Alluvione di Massa e Carrara – Novembre 2012
26. Alluvione di Albinia (GR) – Novembre 2012
27. Allagamenti a Pisa – Marzo 2013
28. Sisma Garfagnana e Lunigiana – Giugno 2013
29. Piena del fiume Arno – Febbraio 2014
30. Criticità meteo in provincia di Firenze – 19 settembre 2014
31. Allagamenti a Cascina – 13 ottobre 2014
32. Allagamenti a Pisa – 10 novembre 2014
33. Alluvione di Massa e Carrara – Novembre 2014
34. Evacuazione per rimozione di ordigno bellico a Carrara – Febbraio 2015
35. Evacuazione popolazione per incendio Monte Serra – Luglio 2015
36. Allagamenti a Pisa – 24 agosto 2015
37. Allagamenti in provincia di Pisa – 14 ottobre 2015
38. Terremoto Centro Italia – 2016

Le ESERCITAZIONI a cui l’Associazione ha preso parte:
1. Esercitazione PIRITE – Aprile 2010
2. Esercitazione PISARTE – Maggio 2010
3. Esercitazione SANTA CROCE – Maggio 2010
4. Esercitazione VALDERA – Ottobre 2010
5. Esercitazione TEREX – Novembre 2010
6. Esercitazione MayDays – Maggio 2011
7. Esercitazione MayDays – Maggio 2012
8. Esercitazione LE TAGLIATE – Febbraio 2013
9. Esercitazione MayDays – Maggio 2014
10. Esercitazione MONTEFORATO – Marzo 2014
11. Esercitazione VALDERA – Dicembre 2015
12. Esercitazione MayDays – Maggio 2016
13. Esercitazione RISCHIO ARNO – Ottobre 2016

Gli eventi sportivi a cui l’Associazione ha prestato assistenza:
1. TRISOME GAMES – 2016